# Княжі з'їзди

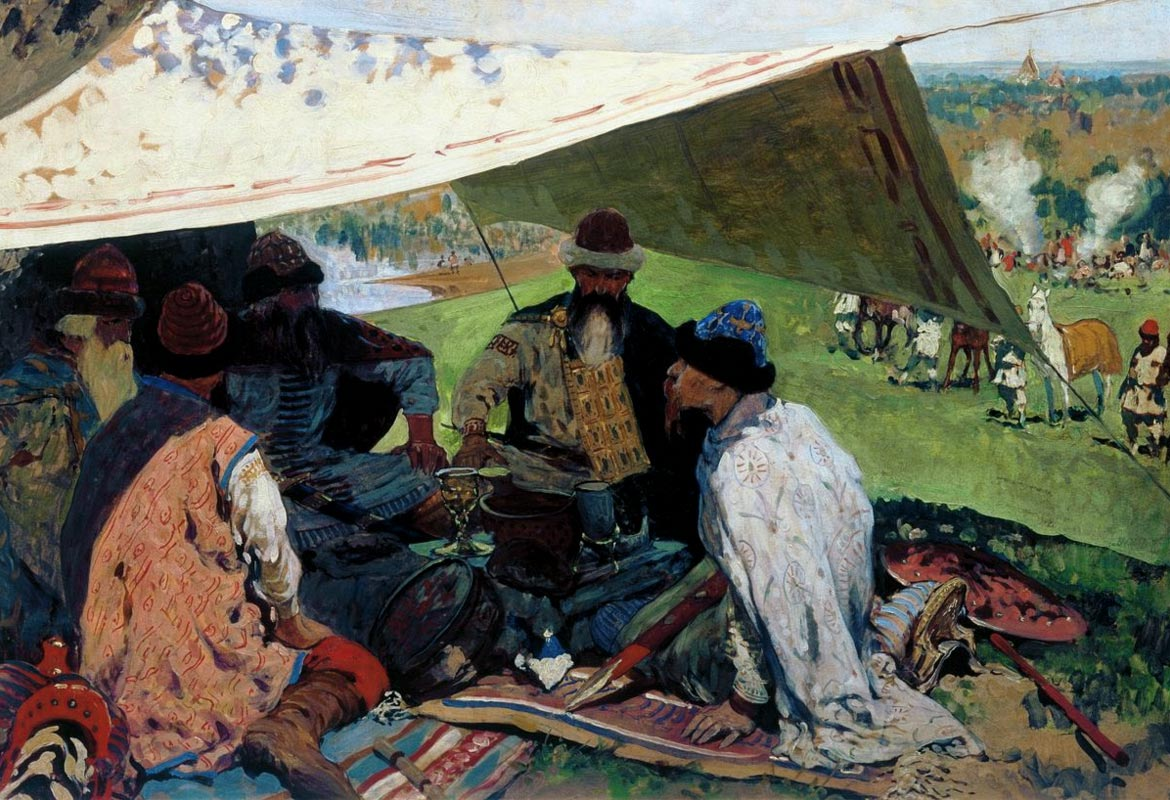
З'їзд князів в Уветичах. Картина С. В. Іванова

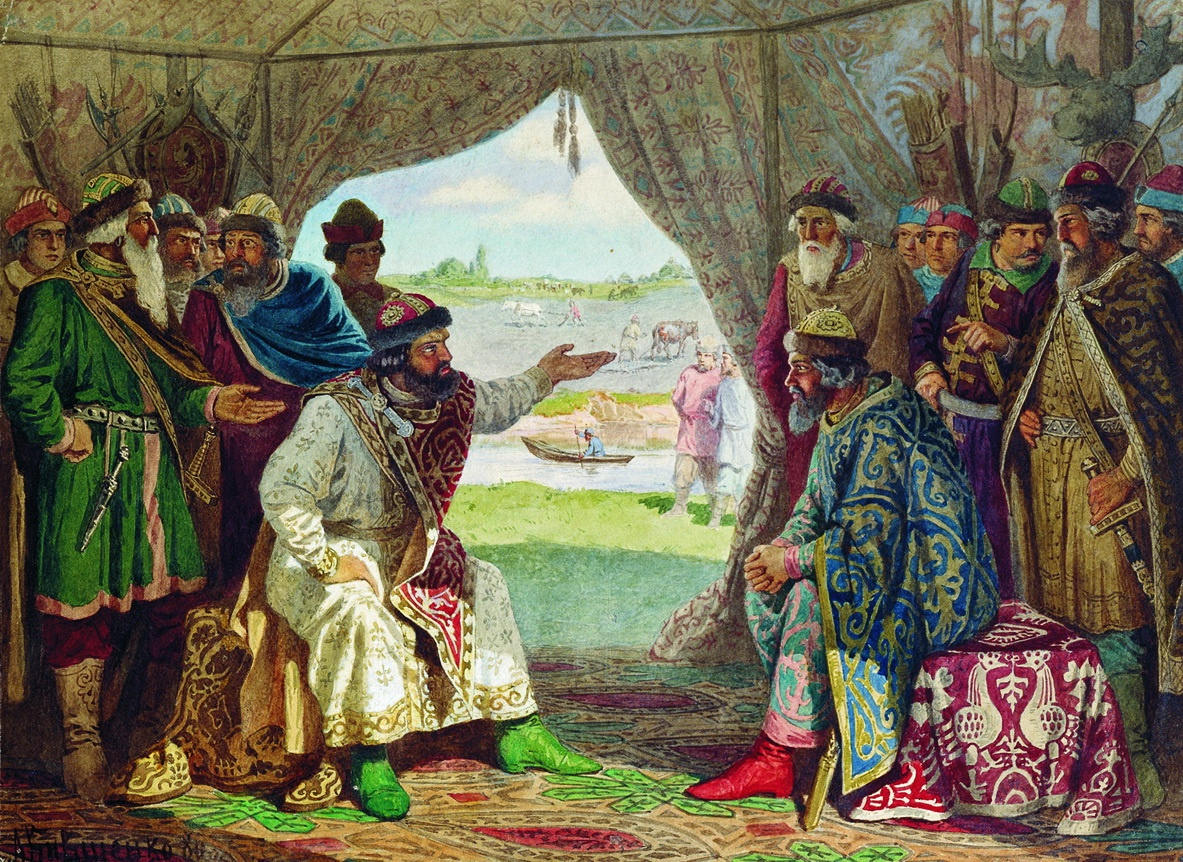
А. Д. Кившенко. «Долобський з'їзд князів — побачення князя Володимира Мономаха з князем Святополком».

Кня́жий з'ї́зд, снем (прасл. снемъ) — колегіальний орган влади в Київській Русі, скликалися великим князем київським без визначеної періодичності, не мали виразних організаційно-правових форм та реального владного впливу.
Кня́жі з'ї́зди були зборами удільних князів Київської держави, які не робили нічого для когось ,а саме для  васальної залежності від великого князя Київського. З'їзди вирішували найважливіші військові справи, погоджували міжусобні суперечки тощо. Головував на з'їзді великий князь Київський.
Вони відбивали поступову втрату влади великим київським князем і посилення впливу на державне управління місцевих феодалів. Головними дійовими особами на княжих з'їздах були удільні князі, яких супроводжували «брати» (найближчі однодумці), «сини» (васали), «думці» (члени боярської ради), церковні служителі.
Скликалися княжі з'їзди великим князем Київським досить рідко, їхній вплив був номінальний. Деякі з княжих з'їздів увійшли до історії вітчизняного правознавства і державотворення як своєрідний рух за відповідність нових законів звичаєвому праву («правді батьків»), сприяли розвитку правничої думки і державного будівництва. За доби перебування на київському престолі Володимира Мономаха на княжому з'їзді у 1115 відбулася дискусія щодо форм державного правління між прихильниками централізації і прибічниками поліцентралізації руських земель. Внаслідок перемоги останніх Київська Русь вступила у період феодальної роздробленості та дедалі більшої втрати влади великим Київським князем. Після смерті Ізяслава II Мстиславича в 1154 році до монгольської навали в 1240 у Києві змінилося 47 князів, 35 з яких перебували при владі менше року. На княжому з'їзді 1167 князі обговорювали засоби охорони торгових шляхів та купецьких караванів, 1223 — надання допомоги половцям у їх боротьбі з кочовиками. Важливою функцією княжих з'їздів, крім воєнно-стратегічних питань, законодавства, відносин з іноземними державами, державного устрою та суспільної організації, було надання дозволу на «вокнязіння», добровільну відмову від престолу, обмін княжими столами. Рішення з цих питань часто містили посилання на неписану конституцію — «правду батьків», підкреслювали необхідність її неухильного дотримання.

## Найвідоміші з'їзди
- Вишгородський з'їзд 1072, на якому Ізяслав І, Святослав II та Всеволод І Ярославичі значно доповнили «Правду Ярослава» «Правдою Ярославичів»;
- Любецький з'їзд 1097, на якому за ініціативою Володимира II Мономаха ліквідував принцип сеньйорату і затвердив право всіх князів на землю спільного батька, було домовлено про припинення міжусобиць і схвалено право князів на успадковану землю;
- Витечівський з'їзд 1100, під час якого обговорювалося питання про припинення міжусобиць з метою згуртування сил для спільної боротьби проти половців;
- Долобський з'їзд 1103, в ході якого переяславський князь Володимир Мономах переконав учасників з'їзду у необхідності спільного походу проти половців.
- Київський з'їзд князів 1223 на якому вирішувались питання протидії монголо-татарській загрозі у союзі з половцями.
- Дмитровський з'їзд 1301— з'їзд князів Північно-Східної Русі покликаний припинити усобиці.